# Alene hjemme 3
Alene Hjemme 3 er en amerikansk familiefilm fra 1997, med Alex D. Linz i hovedrollen. Filmen er en opfølger til Alene hjemme og Alene hjemme 2: Glemt i New York. Den er instrueret af Raja Gosnell og skrevet af John Hughes.

## Handling
Alene hjemme 3 er en komedie hvor en ung dreng, Alex Pruett, bliver forladt alene hjemme fordi han er syg. I mellemtiden bliver fire spioner som arbejder for en nordkoreansk terrorist sendt af chefen, for at skaffe en topphemmelig microchip. De får fat i microchipen og skjuler den i en radiostyret bil, men en sammenblanding af bagage på flyplasden gør at naboen til Alex, Mrs. Hess, får fat i bilen. Mrs. Hess giver senere bilen til Alex som tak. Spionene sporer bilen til Alex' nabolag, hvor de systematisk begynder at gennemsøge samtlige huse i løbet af formiddagen da ingen er hjemme... bortset fra Alex. 

## Medvirkende
- Alex D. Linz
- Havilland Morris
- Kevin Kilner
- Scarlett Johansson
- Olek Krupa